# Kracht van gewijsde
Iedere rechterlijke beslissing krijgt kracht van gewijsde vanaf het moment dat deze beslissing niet meer met een rechtsmiddel kan worden bestreden dat de tenuitvoerlegging ervan schorst. Bijgevolg krijgt een beslissing aldus volle uitvoeringsmogelijkheid wanneer verzet of hoger beroep (gewone rechtsmiddelen) niet meer mogelijk zijn of wanneer de beslissing niet meer kan worden bestreden door een buitengewoon rechtsmiddel dat op vlak van de tenuitvoerlegging een schorsende werking heeft.  
Het begrip kracht van gewijsde is wezenlijk anders dan het begrip gezag van gewijsde. Gezag van gewijsde houdt in dat de rechterlijke beslissing bindend is tussen partijen (art. 236 lid 1 Rv).
Om een uitvoerend beroep te doen op het gezag van gewijsde is wel vereist dat het betreffende vonnis in kracht van gewijsde is gegaan – dus onherroepelijk is (Nederlands & Belgisch recht). Kracht van gewijsde betekent dus dat de rechterlijke eindbeslissing zonder enig beletsel ten volle kan worden uitgevoerd.
Eventueel kan de rechtbank bijkomend als zij van oordeel is dat met de uitvoering van een vonnis niet gewacht hoeft te worden tot bijvoorbeeld een hoger beroep behandeld is, het vonnis uitvoerbaar bij voorraad verklaren ('onmiddellijk uitvoerbaar'). Dit gebeurt vaak bij een vonnis waarbij gedaagde aan eiser een bepaald bedrag moet betalen. Als in hoger beroep de beslissing wordt teruggedraaid, is het eenvoudig om de gevolgen terug te draaien: er vindt simpelweg terugbetaling plaats. 
Een rechterlijke uitspraak die in kracht van gewijsde is gegaan kan nog wel worden teruggedraaid door de buitengewone rechtsmiddelen herroeping van gewijsde of derdenverzet.